# Сексуальная жизнь Гитлера

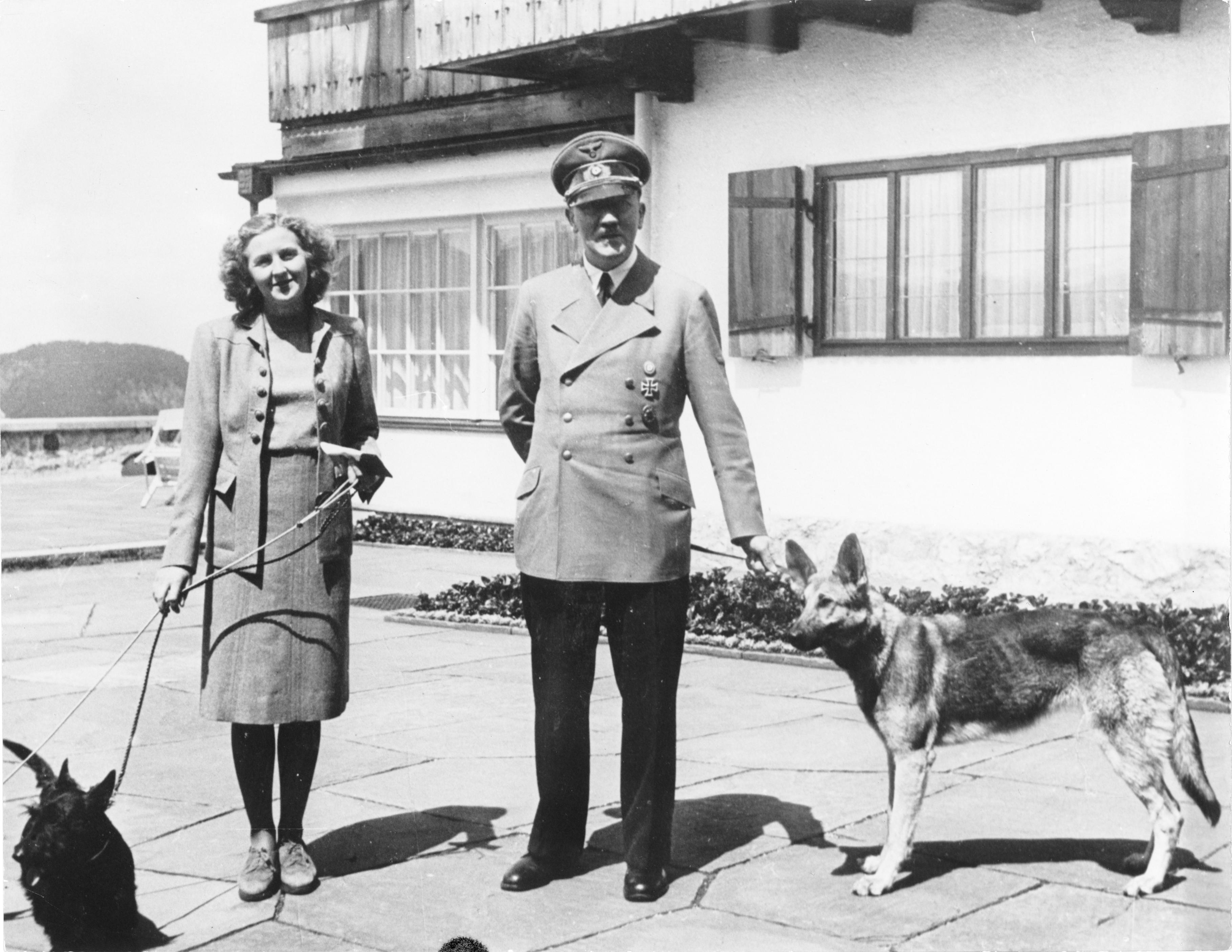
Адольф Гитлер и Ева Браун со своими собаками в резиденции Бергхоф

Сексуальная жизнь Адольфа Гитлера — сфера личной жизни Адольфа Гитлера. Является предметом многочисленных спекуляций и споров. В частности, несмотря на то, что на протяжении жизни Гитлер имел по меньшей мере нескольких любовниц и впоследствии был женат, а также на официальные преследования гомосексуалов в нацистской Германии, некоторые историки утверждают, что Гитлер якобы имел гомосексуальные наклонности либо, что он был асексуальным, тогда как другие отвергают эти претензии и считают, что он был гетеросексуальным мужчиной.

## Отношения с женщинами

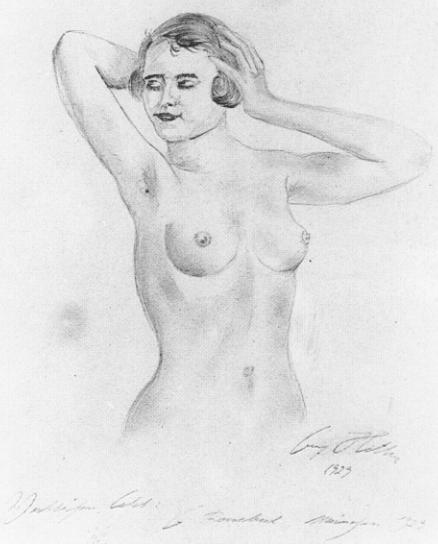
Рисунок Гитлера

Гитлер осознавал и использовал влияние, которое он оказывал на женщин. Не случайно женщины были самыми важными покровительницами Гитлера и его партии. Влюблённые женщины очень часто одалживали ему деньги и делали большие взносы для партии как деньгами, так и произведениями искусства. Каждую женщину он пытался заставить поверить, что считает её красивой, восхищается ею и боготворит. Например, на своих секретарш он никогда не кричал, даже когда они делали серьёзные ошибки. Самые любимые его выражения — «моя красавица» и «прекрасное дитя». В присутствии женщин никогда не садился первый, хотя при случае делал это даже при приёме государственных деятелей. В его присутствии было запрещено курить, но иногда дамам он разрешал.
Предпочитал женщин с большой грудью. Цвет волос не имел принципиального значения. По возрасту любовницы в среднем были моложе его на 20 лет. Известно несколько попыток самоубийства из-за него. Близкие знакомства с девушками до 1914 года не доказаны, но то, что он имел сексуальный опыт до начала Первой мировой войны, бесспорно.

### Любовницы
Известные любовницы Адольфа Гитлера с 1916 года по 1945 год.

#### Шарлотта Лобжуа
Шарлотта Эдокси Алида Лобжуа (14 мая 1898 — 13 сентября 1951). Француженка. Дочь мясника. Хорошо говорила по-немецки. Выглядела как цыганка.
Она впервые встретилась с Адольфом у друзей её родственников на Рю де Серан в апреле 1916 и вступила с ним в интимную связь. Ей было 18 лет, а Адольфу 27 лет. Имя Шарлотты упоминается в свидетельствах фронтовых товарищей Гитлера.
Есть картина Гитлера, где она изображена с ярким платком, покрывающим голову, глубоко расстёгнутой блузой и с частично открытой грудью. Картина подписана «А. Гитлер» и стоит дата 1916 г. Аукцион «Сотби» в Лондоне провёл исследование этой картины и установил, что она действительно принадлежит кисти Гитлера. Профессор Альфред Целлер-Целленберг написал 29 ноября 1977 года в экспертизе: «Я знаю портреты А. Гитлера очень хорошо. В достоверности картины „Шарлотт Лобжуа“ не может быть никаких сомнений. Она принадлежит Адольфу Гитлеру».
И с 1916 года до осени 1917 года переезжала вместе с ним в Фурну, Вафрен, Секлен и в Ардуа. Их связь прерывалась на время лечения Гитлера от ранения.
30 сентября 1917 Гитлер получил отпуск и поехал к своим родственникам в Шпиталь. С тех пор Шарлотта его больше не видела.
В марте 1918 года в Секлене, в доме друзей, она родила внебрачного сына — Жан Лоре. По одной из версий, это был ребёнок от Гитлера.

#### Гели Раубаль
Гели (1908—1931) была с полным лицом и чёрными волосами. Была моложе Гитлера на 19 лет и являлась его племянницей, дочерью его единокровной сестры.
Связь Гели с Гитлером продолжалась предположительно с 1925 года и до самой её смерти в 1931 году. Перед смертью Гели жила в мюнхенской квартире Гитлера (Принцрегентенплац, 16), имевшей 15 комнат. В комнату Гели никто, кроме самого Гитлера и его хозяйки Анни Винтер, не имел права зайти. По некоторым сведениям, перед самоубийством Гели была беременна.
Когда Гели 18 сентября 1931 года покончила жизнь самоубийством, Гитлер был страшно потрясён. Он погрузился в депрессию, хотел покончить с собой, удалился от своего окружения, мучился угрызениями совести. После смерти Гели Гитлер стал вегетарианцем, никогда больше не ел мясо и блюда, приготовленные с животным жиром.
Скульптора Йозефа Торака обязали создать бюст Гели, который был выставлен в новой рейхсканцелярии.
Художник Адольф Циглер нарисовал её портрет, который занял своё почётное место, всегда украшенный цветами, в большой комнате в «Берггофе»
2 мая 1938 года в своём завещании он пишет: «Обстановку комнаты, где жила Гели, передать моей сестре Ангеле» (её матери). После смерти Гели одно время чета Геббельсов старалась найти для фюрера привлекательных дам, чтобы вывести его из депрессии. В этот период он имел связи с певицей Гретль Слезак (дочерью оперного певца Лео Слезака), актрисой Лени Рифеншталь.

##### Отношение Гитлера к инцухту
Гитлер был осведомлён об инцухте в своей семье и точно знал о своём происхождении (его отец Алоис Гитлер, был двоюродным дядей его матери), поэтому он никогда не хотел касаться этой темы.
Считается, что Гитлер боялся стать отцом, якобы он опасался, что у него может быть ненормальный ребёнок из-за своего происхождения, связанного с инцухтом. В то же время он положительно оценивал инцухт. Так, в служебной записке по еврейскому вопросу он написал: «Благодаря тысячелетнему инцухту …еврей сохранил свою расу и своеобразие чётче, чем многие народы, среди которых он живёт».

#### Мария Рейтер
Мария Рейтер (Кубиш) — дочь соучредителя Социал-демократической партии Германии в Берхтесгадене (1909—1992). С Марией Рейтер Гитлер познакомился в 1926 году в магазине в Оберзальцберге, где она работала.
В 1927 году она пыталась повеситься из-за несчастной любви к Гитлеру. Дважды выходила замуж. С 1931 по 1934 и в 1938 годах она неоднократно встречалась с Гитлером.

#### Ева Браун
Ева Браун (1912—1945). Дочь мюнхенского учителя. Окончила школу и лицей в Мюнхене, затем институт английских фрейлейн в Зимбахе. Белокурая (не совсем яркая блондинка, пользовалась перекисью водорода).
Ева Браун впервые встречает Гитлера в октябре 1929 года у его боевого товарища и друга, «личного фотографа» Генриха Гофмана, на мюнхенской Амалиенштрассе, 25. Она работает в ателье фотографа в качестве ученицы фотографа, продавщицы и рассыльной. На тот момент ей было 17 лет, а Гитлеру — 40. Гитлеру сразу понравилась девушка, но в это время у него живёт его племянница — Гели, которую он любит. В то же время, он всё чаще стал искать встречи с Евой. Когда была ещё жива Гели, он днём ходил с Евой в кино, в ресторан, в оперу, но вечер и ночь принадлежали Гели. Ева знала о существовании другой девушки и очень сильно переживала. Зная вкус Гитлера к женщинам с большой грудью, Ева вначале подкладывала в свои бюстгальтеры носовые платки.
После смерти Гели Раубаль, в начале 1932 года Ева окончательно становится его любовницей. Дважды пыталась покончить жизнь самоубийством.
Бракосочетание Гитлера и Евы Браун состоялось 29 апреля 1945 года, свидетелями на свадьбе были Мартин Борман и Йозеф Геббельс. 30 апреля 1945 года Ева Браун и Гитлер совершили совместное самоубийство.
Гитлер не всегда был верен Еве. У него были и другие недолгие связи с женщинами в этот период.

#### Юнити Валькирия Митфорд
Леди Юнити Митфорд (1914—1948). Родилась в Лондоне. Дочь лорда Редесдейла. Придерживалась нацистских взглядов. Её младшая сестра Джессика, с которой она делила комнату, была настроена коммунистически и поэтому комната была поделена пополам мелом. Одна сторона была украшена серпами и молотами, и фотографиями Ленина, а другая — свастиками и рисунками Адольфа Гитлера.
Встречалась с Гитлером в 1935—1939 годах. Некоторые исследователи придерживаются точки зрения, что Митфорд имела с фюрером интимную связь. 3 сентября 1939 года вследствие объявления англичанами войны Германии пыталась совершить самоубийство, пустив себе две пули в голову, но осталась в живых. Тяжелобольной в 1940 году была перевезена домой в Англию. Врачи решили, что слишком опасно удалять пулю из головы, и в 1948 году она в конце концов умерла от менингита, вызванного отёком головного мозга вокруг пули.

#### Зигрид фон Лафферт
Зигрид фон Лафферт родилась 28 декабря 1916 года в Дамареце в Мекленбурге. Дочь Оскара фон Лафферта из Дамареца. Пыталась повеситься.

#### Сводная таблица
Ниже в виде таблицы представлены наиболее известные из женщин, с которыми Гитлер имел близкие отношения:
| Имя                         | Годы жизни                      | Возраст | Причины смерти                                                                  | Первый контакт с Гитлером                               | Статус отношений                                                                     | Ссылки                          |
| --------------------------- | ------------------------------- | ------- | ------------------------------------------------------------------------------- | ------------------------------------------------------- | ------------------------------------------------------------------------------------ | ------------------------------- |
| Шарлотт Эдокси Алида Лобжуа | 14 мая 1898 — 13 сентября 1951  | 53 года | Естественные причины                                                            | встречались с 1916 по 1917                              | Согласно одной из версий, любовница, общий сын (не доказано, подвергается сомнению). |                                 |
| Ева Браун                   | 6 февраля 1912 — 30 апреля 1945 | 33 года | Две попытки самоубийства. Двойное самоубийство с Гитлером                       | встречались с 1929                                      | Любовница, затем жена                                                                |                                 |
| Гели Раубаль                | 4 июня 1908 — 19 сентября 1931  | 23 года | Самоубийство (предположительно убийство)                                        | жила с Гитлером с 1925                                  | По слухам, любовники                                                                 | [ 9 ]                           |
| Эрна Ганфштенгль            | 1885—1981                       | 96 лет  | Естественные причины                                                            | встречались в 1920-х                                    | Обручена Не доказано                                                                 | [ источник не указан 175 дней ] |
| Рената Миллер               | 26 апреля 1906 — 1 октября 1937 | 31 год  | Самоубийство (предположительно убийство)                                        | встречались в 1930-х                                    | Обручена Не доказано                                                                 | [ источник не указан 175 дней ] |
| Мария Рейтер                | 1909—1992                       | 83 года | Попытка самоубийства в молодости после встречи с Гитлером. Естественные причины | встречались в 1927 году, с 1931 по 1934 и в 1938 годах. | Любовники                                                                            | [ 10 ]                          |
| Юнити Валькирия Митфорд     | 8 августа 1914 — 28 мая 1948    | 34 года | Попытка самоубийства, умерла от осложнений через 8 лет                          | встречались в 1935 году                                 | Друзья / Любовники                                                                   | [ 3 ]                           |

## Версии гомосексуальности
В 1943 году американское Управление стратегических служб (OSS) составило с помощью Вальтера Лангера и ряда других ведущих психоаналитиков психологический портрет Адольфа Гитлера для оценки потенциального поведения диктатора, в том числе в послевоенное время. В докладе говорится, что у Гитлера была скрытая копрофилия. В докладе учёные описывают Гитлера как возможного гомосексуала, хотя исследователи пришли к выводу, что доказательства гомосексуальности Гитлера были слишком незначительными, чтобы делать какие-либо выводы и заявлять о явной склонности диктатора к представителям своего пола.  Один из соперников Гитлера в нацистской партии, Отто Штрассер, утверждал[когда?], что нацистский диктатор вынуждал свою племянницу Гели Раубаль мочиться и испражняться на него.
Немецкий историк Лотар Махтан утверждает, что Гитлер был скрытым гомосексуалом. Он утверждает (хотя без существенных доказательств), что Гитлер имел гомосексуальный опыт в Вене с участием своих молодых друзей, включая Эрнста Рёма, Эрнста Ганфштенгля и Эмиля Мориса, а также бывшего сослуживца Гитлера. В 2004 году HBO подготовила документальный фильм, основанный на теории Махтана о скрытых чертах личности фюрера «Разговоры о скрытой сексуальности Гитлера». В 2002 году в книге «Розовая свастика» Скотт Лайвли и Кевин Абрамс рассматривали аналогичные вопросы. Однако в книге было много фактов несоответствия и различных нестыковок, которые не позволяли сделать однозначных выводов о сексуальности диктатора.
Социолог Джек Нюсан Портер в 1998 году отмечал:

Гитлер презирал гомосексуалов? Стыдился ли он своей гомосексуальности? Это области психологии, которые находятся вне известных знаний. По моему мнению, Гитлер был асексуальным человеком в традиционном смысле, и было странно наличие у него сексуального фетиша.

## Асексуальность Гитлера
Венгерский историк Амбруш Мишкольци считает, что показная асексуальность Гитлера была всего лишь тщательно срежиссированным образом, используемым для того, чтобы склонить на свою сторону широкие массы женского населения.
По мнению Рудольфа Биниона привязанность Гитлера к матери делала для него невозможным какие-либо сексуальные отношения. Он почему-то также считает, что Гитлер не имел никаких сексуальных отношений с женщинами на протяжении жизни.